# Vespertilio
Pour les articles homonymes, voir Vespertilio (homonymie).
Genre
Vespertilio est un genre de chauves-souris.

## Liste des espèces
Selon ITIS:
- Vespertilio murinus Linnaeus, 1758 - sérotine bicolore
- Vespertilio superans Thomas, 1899

## Liste d'espèces
Selon MSW:
- Vespertilio murinus
  - Vespertilio murinus murinus
  - Vespertilio murinus ussuriensis
- Vespertilio sinensis
  - Vespertilio sinensis sinensis
  - Vespertilio sinensis andersoni
  - Vespertilio sinensis namiyei
  - Vespertilio sinensis noctula
  - Vespertilio sinensis orientalis